# Sázava (vattendrag)
Sázava är ett vattendrag i Tjeckien. Det ligger i den centrala delen av landet, 23 km söder om huvudstaden Prag.
Den har get namn åt asteroiden 2081 Sázava.